# Ananias de Oliveira e Sousa

Armas do barão com grandeza de São João do Príncipe, as mesmas das famílias Oliveira e Sousa Prado.

Ananias de Oliveira e Sousa, primeiro e único barão com grandeza de São João do Príncipe (Rio de Janeiro, 1802 — Rio de Janeiro, 16 de outubro de 1871), foi um político e nobre brasileiro.
Filho do capitão José de Oliveira e Sousa e de Maria Antônia da Silva, fazendeiros de café no Ribeirão das Lages. Casou-se com Feliciana Rosa da Silva.
Foi coronel da Guarda Nacional, vereador e presidente da câmara da vila de São João do Príncipe. Recebeu os graus de dignitário da Imperial Ordem da Rosa e de comendador da Imperial Ordem de Cristo. Elevado a barão por decreto de 25 de março de 1834 e honras de grandeza por decreto de 14 de julho de 1854.